# Новогеоргиевка (Новосибирская область)
Новогео́ргиевка — исчезнувшая деревня в Болотнинском районе Новосибирской области. Входила в состав Карасевского сельсовета.

## История
Посёлок Ново-Георгиевский был основан в 1919 г. В 1926 году состоял из 102 хозяйства. В административном отношении входил в состав Родионовского сельсовета Болотнинского района Томского округа Сибирского края.
Исключена из учётных данных в 2011 г.

## Население
По переписи 1926 г. в посёлке проживало 573 человека (302 мужчины и 271 женщина), основное население — русские.
По данным переписи 2002 года в деревне проживало 3 человека. По переписи 2010 года постоянное население отсутствовало.

## Инфраструктура
В деревне по данным на 2007 год отсутствует социальная инфраструктура.